# Die Ritter von der Haselnuß
Die Ritter von der Haselnuß ist ein Kinderbrettspiel für zwei bis vier Spieler von Klaus Teuber. Es erschien 1996 zuerst bei dem französischen Verlag Asmodée Editions und im Folgejahr auch in einer deutschen Version bei Goldsieber Spiele. Bei dem Spiel übernehmen die Mitspieler die Rolle von Eichhörnchen, die möglichst viele Nüsse sammeln und verstecken müssen.
1997 wurde Die Ritter von der Haselnuß mit dem Deutschen Kinderspiele Preis ausgezeichnet.

## Thema und Ausstattung
Bei dem Spiel handelt es sich um ein Brettspiel, bei dem die Mitspieler in der Rolle von Eichhörnchen möglichst viele Nüsse einsammeln und in ihre Verstecke bringen müssen. Sieger ist der Spieler, der zuerst das Zielfeld der Zählleiste erreicht hat.
Das Spielmaterial besteht neben der Spielanleitung aus:
- einem Spielplan mit einem Eichhörnchenpfad, acht Haselnusssträuchern, zwei Verstecken und einer Zählleiste,
- vier Spielfiguren (Eichhörnchenritter),
- vier Zählsteinen,
- einem Würfel und
- 56 Spielkarten, davon 32 Haselnusskarten und 24 Räuberkarten.

## Spielweise
Zu Beginn des Spiels wird das Spielbrett in die Tischmitte gelegt. Die Karten werden gemischt und verdeckt auf die Haselnusssträucher verteilt, sodass auf jedem Strauch sieben Karten liegen. Die Spieler wählen jeweils eine Farbe und bekommen die entsprechende Spielfigur, die sie auf ein beliebiges Feld auf dem Spielstein stellen. Die Zählsteine werden auf das Startfeld der Zählleiste gestellt.
Beginnend mit einem Startspieler würfeln die Spieler mit dem Würfel und ziehen ihre Figur entsprechend dem Ergebnis an Fußabdrücken auf dem Spielfeld. Dabei dürfen sie in eine beliebige Richtung ziehen und es können auch mehrere Figuren auf einem Feld stehen. Danach zieht der Spieler eine Karte von dem Strauch, bei dem er stehengeblieben ist, und darf sie sich ansehen. Handelt es sich um eine Karte mit einer Haselnuss, darf er sie behalten und offen vor sich ablegen. Handelt es sich allerdings um eine Karte mit einem der drei Räuber (Leo Luchs, Max Marder und Fritz Fuchs), legt er sie zurück und versucht sie sich zu merken.
Wenn in einem späteren Zug ein anderer Spieler auf einen Strauch kommt, auf dessen Kartenstapel ein Räuber liegt den ein Mitspieler bereits kennt, darf dieser laut den Namen sagen. Handelt es sich um den richtigen Namen, bekommt der Rufer zwei Punkte auf der Zählleiste. Der andere Spieler verliert alle vor ihm liegenden Haselnüsse, die aus dem Spiel genommen werden. Hat der Rufer den falschen Namen genannt, muss er seinen Zählstein auf der Zählleiste um zwei Felder zurückziehen. In beiden Fällen wird die Räuberkarte aus dem Spiel entfernt.
Statt zu einem Haselnussstrauch kann ein Spieler auch zu einem Haselnussversteck ziehen, wenn er dieses direkt erreicht. Hier darf er seine vor ihm liegenden Haselnüsse abgeben und entsprechend auf der Zählleiste vorrücken. Die Anzahl der Schritte ergibt sich aus der Menge der Nüsse, für eine Nuss zieht er einen, für zwei Nüsse drei, für drei Nüsse sechs und für vier Nüsse zehn Schritte. Mehr als vier Nüsse darf ein Spieler nicht auf einmal verstecken.
Das Spiel endet entweder wenn ein Spieler mit seinem Zählstein das letzte Feld der Zählleiste erreicht hat, oder wenn nach einem Spielzug auf zwei Haselnusssträuchern keine Karten mehr liegen. In beiden Fällen gewinnt der Spieler, der die meisten Punkte auf der Zählleiste hat.

## Entwicklung und Rezeption
Das Spiel Die Ritter von der Haselnuß wurde von Klaus Teuber entwickelt und erschien 1996 bei dem Verlag Asmodée Editions in einer französischen Version als Les chevaliers de la Noisette sowie im Folgejahr auch bei Goldsieber Spiele in einer deutschen Version. Weitere Ausgaben des Spiels erschienen 1997 auf Niederländisch bei 999 Games und Slowenisch bei Laser plus. 2007 erschien auch eine multilinguale Version in den nordeuropäischen Sprachen Schwedisch, Finnisch und Norwegisch bei Lautapelit.fi.
1997 wurde Die Ritter von der Haselnuß mit dem Deutschen Kinderspiele Preis ausgezeichnet.

## Belege
1. 1 2 3 4 5 6 7  Spielanleitung Die Ritter von der Haselnuß, deutschsprachige Ausgabe 1997 (2. Auflage nach Erhalt des Deutschen Kinderspiele Preises)
2. ↑  Versionen von Die Ritter von der Haselnuß in der Spieledatenbank BoardGameGeek (englisch); abgerufen am 27. Dezember 2017.